# Zastava Angvile
Zastava Angvile je plave boje. Sastoji se od zastave Ujedinjenog Kraljevstva u gornjem lijevom kutu, te grba Angvile u donjem desnom kutu. Grb se sastoji od tri dupina koji su se i ranije nalazili na zastavi ove zemlje, a koji predstavljaju prijateljstvo, mudrost i snagu.